# Milano-Torino 1936
La Milano-Torino 1936, ventiquattresima edizione della corsa, si svolse il 29 marzo 1936 su un percorso di 244,9 km con partenza da Milano e arrivo a Torino. Fu vinta dall'italiano Cesare Del Cancia, che completò il percorso in 7h12'30" precedendo per distacco i connazionali Olimpio Bizzi e Mario Cipriani; conclusero la prova, organizzata dalla torinese A.S. Paracchi, 20 dei 76 ciclisti iscritti.

## Percorso
La corsa prese il via dal Poligono di Boldinasco a Milano, e nella prima parte, sostanzialmente pianeggiante, attraversò nell'ordine Rho, Legnano, Gallarate, Somma Lombardo, Sesto Calende, Arona (km 61), Oleggio Castello con la sua salitella, Borgomanero, Romagnano Sesia, Gattinara e Cossato; si giunse a Biella, per superare quindi la Serra di Ivrea, scendere a Ivrea e proseguire via Strambino, Caluso, Chivasso, Cavagnolo e da qui sulle salite di Brozolo e Cocconato. Dopo il passaggio da Gallareto, lo strappo di Moriondo, il transito da Chieri e l'ultima ascesa da Pino Torinese sulla montagna torinese, la corsa si concluse al Motovelodromo di Corso Casale a Torino.

## Ordine d'arrivo (Top 10)
| Pos. | Corridore         | Squadra | Tempo    |
| ---- | ----------------- | ------- | -------- |
| 1    | Cesare Del Cancia | Ganna   | 7h12'30" |
| 2    | Olimpio Bizzi     | Fréjus  | a 2'10"  |
| 3    | Mario Cipriani    | Fréjus  | a 4'00"  |
| 4    | Giovanni Gotti    | Legnano | s.t.     |
| 5    | Adalino Mealli    | Legnano | a 4'20"  |
| 6    | Renato Scorticati | Maino   | a 4'50"  |
| 7    | Stefano Giuppone  | -       | a 7'40"  |
| 8    | Walter Generati   | Fréjus  | a 10'00" |
| 9    | Francesco Gulli   | -       | a 11'10" |
| 10   | Clemente Grassi   | Dei     | a 14'10" |